# Phil O'Donnell
Phillip O'Donnell (Bellshill, 25 marzo 1972 – Motherwell, 29 dicembre 2007) è stato un calciatore scozzese, di ruolo centrocampista.

## Carriera

### Club
Iniziò la carriera nel Motherwell, e a 18 anni vinse la Coppa di Scozia, segnando anche un gol nella finale giocata contro il Dundee Utd.
Firmò per il Celtic nel 1994. Il costo del trasferimento fu di 1,75 milioni di sterline e fu la più alta cifra ricevuta dal Motherwell per un suo giocatore.
Durante la sua permanenza a Glasgow fu tormentato dagli infortuni e nel 1999 firmò per lo Sheffield Weds.
In Inghilterra giocò poche partite e il suo rendimento non fu all'altezza delle aspettative. Viene quindi lasciato libero alla scadenza del suo contratto nel 2003.
Nel 2004 tornò al Motherwell, la squadra che lo aveva lanciato, diventandone capitano.

### Nazionale
L'8 settembre 1993 giocò la sua prima e unica partita in Nazionale scozzese: Scozia 1-1 Svizzera, partita valida per le qualificazioni al campionato del mondo 1994.

## La morte
Il 29 dicembre 2007 collassa in campo dopo aver segnato un gol. Viene quindi sostituito e trasportato in ospedale, morendo durante il tragitto, alle 17:18.

## Palmarès

### Club

#### Competizioni nazionali
- Campionato scozzese: 1

Celtic: 1997-1998
- Coppa di Scozia: 2

Motherwell: 1990-1991
Celtic: 1994-1995
- Coppa di Lega Scozzese: 1

Celtic: 1994-1995

### Individuali
- Miglior giovane dell'anno della SPFA: 2

1992, 1994